# Glatfelter
Die P. H. Glatfelter Company war ein amerikanisches holzverarbeitendes Unternehmen mit Sitz in York in Pennsylvania. Das Unternehmen produzierte Spezialpapiere an mehreren Standorten weltweit. Die Aktien von Glatfelter wurden an der New York Stock Exchange gehandelt. Im November 2024 fusionierte Glatfelter mit der Gesundheits-, Hygiene- und Spezialproduktsparte von Berry Global zu Magnera.

## Geschichte
Das Unternehmen wurde 1864 durch Philip H. Glatfelter in Spring Grove, Pennsylvania gegründet. Er erwarb damals eine Papiermühle für rund 14.000 US-Dollar und begann mit der Produktion im Juli 1864 unter der Bezeichnung Spring Forge Mill. In den folgenden Jahrzehnten wuchs das Unternehmen, dessen Hauptprodukt Zeitungsdruckpapier war, kontinuierlich und steigerte so die tägliche Papierproduktion von 1500 Pfund pro Tag im Jahr 1864 auf über 100.000 Pfund Papier im Jahr 1895. 
Die amtliche Registrierung des Unternehmens folgte 1906 als P. H. Glatfelter Company. Im folgenden Jahr verstarb der Firmengründer Philip H. Glatfelter und William Glatfelter wurde neuer Präsident von Glatfelter. Er setzte weiter auf eine Expansion des Unternehmens und gründete so 1918 die Glatfelter Wood Pulp Company, um den steigenden Holzbedarf zu decken. 
Im Januar 1998 erwarb Glatfelter die Papierfabrik Schoeller & Hoesch in Gernsbach in Baden-Württemberg für rund 160 Millionen US-Dollar von der Deutschen Beteiligungs AG.
Im April 2013 erwarb Glatfelter die Dresden Papier GmbH für rund 160 Millionen Euro von Fortress Paper Ltd. 2018 wurde das Geschäft mit Spezialpapieren an ein Unternehmen des Finanzinvestors Lindsay Goldberg verkauft.
Im Februar 2024 wurde bekannt gegeben, dass man mit dem Gesundheits-, Hygiene- und Spezialproduktgeschäft des Herstellers von Kunststoffverpackungsprodukten Berry Global fusionieren will. Die Fusion wurde im November 2024 vollzogen, das entstandene Unternehmen führt den Namen Magnera.

## Produkte
Die P. H. Glatfelter Company produzierte verschiedene Papierprodukte, darunter selbstdurchschreibendes Papier und Papier für Hygieneartikel. Auch Verpackungen für Lebensmittel, Teebeutelpapier auf Abacabasis, Filterpapier für Kaffee oder Papier für die Buchherstellung gehörten zum Sortiment.

## Standorte
Glatfelter unterhielt in Nordamerika und Europa Produktionsstandorte, außerdem ein Werk in Asien:
- Spring Grove, Pennsylvania
- Chillicothe, Ohio
- Fremont, Ohio
- Gatineau, Kanada
- Scaër, Frankreich
- Gernsbach (Werk: Glatfelter Gernsbach), Deutschland
- Heidenau (Werk: Dresden Papier), Deutschland
- Nidda Ober-Schmitten, Deutschland (2023 verkauft an Ostrest GmbH[6], eine Tochtergesellschaft der türkischen IS Holding[7]; im September 2024 Insolvenzantrag[8])
- Falkenhagen, Deutschland
- Steinfurt (Werk: Glatfelter Steinfurt GmbH), Deutschland
- Lydney, Gloucestershire, Vereinigtes Königreich
- Caerphilly, Wales, Vereinigtes Königreich
- Baloi, Philippinen